# پتر پارلر
پتر پارلر (لاتین: Petrus de Gemunden in Suevia؛ ۱۳۳۰ – ۱۳ ژوئیهٔ ۱۳۹۹) یک معمار اهل آلمان بود.